# ジョージタウン郡 (サウスカロライナ州)
ジョージタウン郡（英: Georgetown County）は、アメリカ合衆国サウスカロライナ州の南東部に位置する郡である。2010年国勢調査での人口は60,158人であり、2000年の55,797人から7.8%増加した。郡庁所在地はジョージタウン市（人口9,163人）であり、同郡で人口最大の都市でもある。

## 地理
アメリカ合衆国国勢調査局に拠れば、郡域全面積は1,035平方マイル (2,680.6 km2)であり、このうち陸地815平方マイル (2,110.8 km2)、水域は220平方マイル (569.8 km2)で水域率は21.27%である。
郡内にはピーディ川、ワッカモー川、ブラック川、サンピット川などが流れ、全てウィニア湾に注いでいる。郡南郡境となるサンティ川は直接大西洋に注いでいる。沿岸内水路が郡とウィニア湾を横切っている。川と湾は地域の発展に決定的な影響を与えた。特にジョージタウン市が良好な海港と港湾になっている。
郡内には4つの特徴を持つ地域がある。
1. 大西洋海岸線、ワッカモー・ネックと呼ばれ、ミュレルズインレット、リッチフィールド、ポーリーズアイランド、ドボーデューの町があり、北にはマートルビーチを含むグランドストランド海浜の一部である。以前は田園部だったが、今日は開発が進んでいる。集合住宅がリッチフィールドの海岸線に並び、ポーリーズの古いコテージの多くは解体されて大きな住宅に変わっている。ドボーデューはゲーテッドコミュニティである。

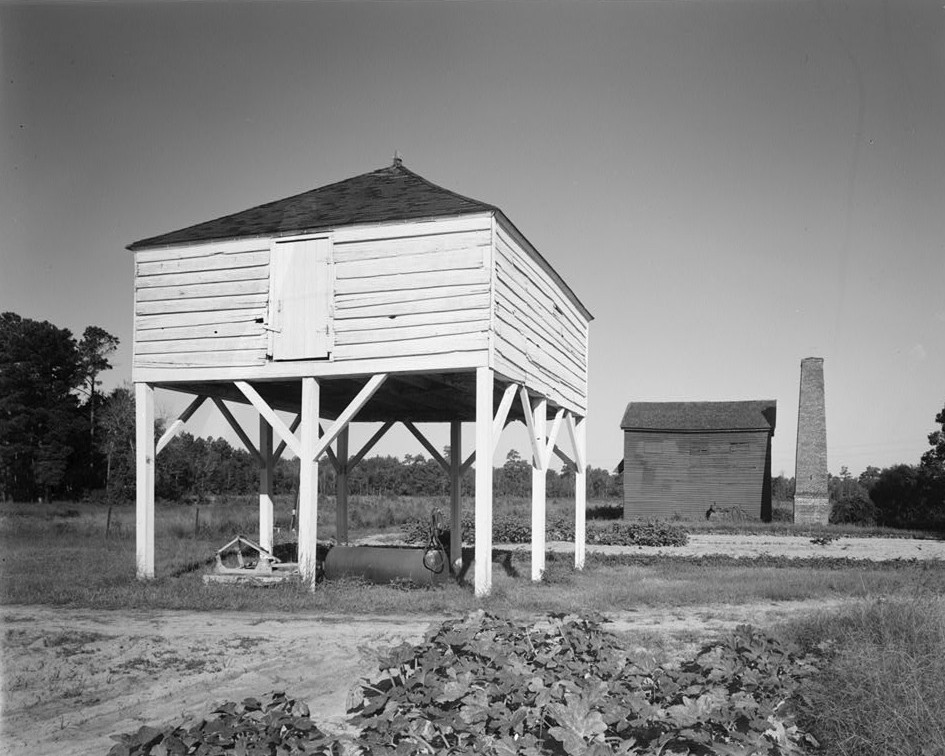
ウィノウィング・ハウス、「マンスフィールド・プランテーション」

空白の海浜が消え、野生地域が急速に消失している。数少ない野生地域が保護され、渡り鳥の大西洋飛行路の一部として重要な生息域になっている。ハンティントン海浜州立公園は北部で海岸線や海岸性湿地を保護し、近くのブルックグリーン庭園は、歴史あるコメのプランテーションや森林を保護している。ブルックグリーン庭園には自然センターや多くの屋外彫刻があり、観光スポットになっている。
サウスカロライナ大学とクレムゾン大学が、ホブコー・バロニー・オン・ワッカモー・ネックにベル・W・バルーチ研究所を維持している。ウィニア湾の入り江周辺の島は「トム・ヨーキー野生生物センター歴史遺産保護区」に指定されている。この地域はサウスカロライナの象徴であるサバル・パルメット（ノコギリヤシ）が自生する北限である。
2. 川沿いは最近開発がほとんど進んでいない。かつてはアフリカからもたらされたコメを使ってコメのプランテーションに使われていた。南北戦争後、奴隷労働力が失われ、次第に生産を止めて行った。今日では大部分が野生地域であり、船でのみ近づくことができる。かつてはコメの栽培に使われた土手や水門が残っている所もあり、プランテーションの家屋も見られる。リッチフィールド・プランテーションは田園の宿屋として再開発された。その他の資産も計画住宅地区として開発されつつある。オオアオサギ、アリゲーター、また時にはハクトウワシが水路沿いに見られることがある。釣りが人気ある活動になっている。

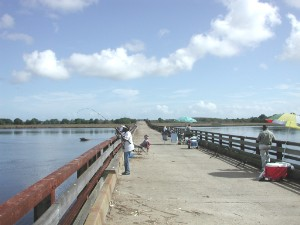
旧アメリカ国道17号線のジョージタウンに近い橋、ピーディ川の釣り場

サンディ島の船でのみ行くことができる小さな町がピーディ川にある。住民は島のプランテーションで働いた奴隷の子孫であり、開発の波が近づかないようにしている。近年、連邦政府がワッカモー野生生物保護区のために川沿いの土地を購入し始めている。保護区の本部は郡北部のヨーハンナに置く予定である。
3. ジョージタウンは植民地時代に設立された小さな歴史ある町である。観光地になっており、エビ釣り船の港である。春や秋にはヨット遊びの避寒客がドックで見られることが多い。これらの人々は沿岸内水路に沿って、季節と共に移動していく。
4. 内陸田園部は人口が少ない。高地は農業や林業に適している。幾つかあるカロライナ・ベイは隕石のクレーターと考えられている。この地域は多様な生態系がある。最大のカーバーズ・ベイは第二次世界大戦のときにアメリカ軍が軍事演習を行ってかなり損傷を受けた。このベイからの排水でその環境も汚染された。

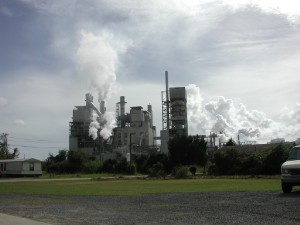
サンピット川沿いのインターナショナル製紙会社、郡内最大の雇用主

### 隣接する郡
- ウィリアムズバーグ郡 - 西
- オリー郡 - 北
- バークレー郡 - 南西
- チャールストン郡 - 南西

### 国立保護地域
- ワッカモー国立野生生物保護区（部分）

## 人口動態
以下は2000年国勢調査による人口統計データである。
| 基礎データ - 人口: 55,797人 - 世帯数: 21,659 世帯 - 家族数: 15,854 家族 - 人口密度: 26人/km2（68人/mi2） - 住居数: 28,282軒 - 住居密度: 13軒/km2（35軒/mi2） 人種別人口構成 - 白人: 59.69% - アフリカン・アメリカン: 38.61% - ネイティブ・アメリカン: 0.14% - アジア人: 0.23% - 太平洋諸島系: 0.03% - その他の人種: 0.81% - 混血: 0.49% - ヒスパニック・ラテン系: 1.65% 年齢別人口構成 - 18歳未満: 25.2% - 18-24歳: 7.7% - 25-44歳: 25.9% - 45-64歳: 26.2% - 65歳以上: 15.0% - 年齢の中央値: 39歳 - 性比（女性100人あたり男性の人口） - 総人口: 91.8 - 18歳以上: 88.4 | 世帯と家族（対世帯数） - 18歳未満の子供がいる: 30.2% - 結婚・同居している夫婦: 54.1% - 未婚・離婚・死別女性が世帯主: 15.1% - 非家族世帯: 26.8% - 単身世帯: 23.3% - 65歳以上の老人1人暮らし: 9.2% - 平均構成人数 - 世帯: 2.55人 - 家族: 3.01人 収入と家計 - 収入の中央値 - 世帯: 35,312米ドル - 家族: 41,554米ドル - 性別 - 男性: 31,110米ドル - 女性: 20,910米ドル - 人口1人あたり収入: 19,805米ドル - 貧困線以下 - 対人口: 17.1% - 対家族数: 13.4% - 18歳未満: 25.8% - 65歳以上: 14.0% |

## 都市と町

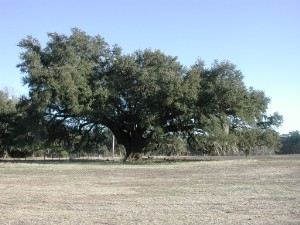
冬のライブオーク（Quercus virginica）、郡内の郊外地

- アンドリューズ
- ジョージタウン - 郡庁所在地
- ミュレルズインレット
- ポーリーズアイランド

### 未編入の町
- ドボーデュー
- リッチフィールドビーチ
- ノースサンティ
- プランターズビル
- サンディアイランド
- ヨーハンナ
- ピーディ